# Гней Еліан Емілій Тусцілл
Гней Папірій Еліан Емілій Тусцілл (лат. Gnaeus Papirius Aelianus Aemilius Tuscillus; ? — після 135) — державний діяч Римської імперії, консул-суффект 135 року.

## Життєпис
Походив з роду Папіріїв Еліанів. Про батьків немає відомостей. Службу розпочав за імператора Траяна. Втім невідомо про його участь у військових кампаніях. У 132 році його призначено імператорським легатом-пропретором Дакії. На цій посаді багато зробив для зміцнення позицій Риму, розбудови міст та колоній. Особливу увагу приділяв столиці провінції — Ульпії Траяні Сармізегетузі, де за часи Папірія було споруджено великий водопровід.
Каденція Еліана в Дакії тривала до 135 року. Того ж року він став консулом-суффектом разом з Публієм Рутілієм Фабіаном. Про подальшу долю немає відомостей.

## Родина
- Гней Папірій Еліан, коснул-суффект 157 року